# ناتان رنی
ناتان رنی (انگلیسی: Nathan Rennie؛ زادهٔ ۳۱ مهٔ ۱۹۸۱) دوچرخه‌سوار اهل استرالیا است.